# Каннский кинофестиваль 1974
27-й Каннский кинофестиваль 1974 года, проходивший с 9 по 24 мая в Каннах, Франция.

## Жюри
- Рене Клер (Франция)(председатель)
- Жан-Луп Дабади (Франция)
- Кенне Фант (Швеция)
- Феликс Лабисс (Франция)
- Ирвин Шоу (США)
- Мишель Суттер (Швейцария)
- Моника Витти (Италия)
- Александр Уолкер (Великобритания)
- Ростислав Юренев (СССР)

## Фильмы в конкурсной программе
- «Кошки-мышки»
- «Последний наряд»
- «Страх съедает душу»
- «Другие»
- «Преступление во имя любви»
- «Цветок тысяча и одной ночи»
- «Химико»
- «Малер»
- «Миларепа»
- «Девять жизней кота Фрица»
- «Кузина Анхелика»
- «Ставиский»
- «Шугарлендский экспресс»
- «Симптомы»
- «Скрипки бала»
- «Горячие ветра»
- «Святое ведомство»
- «Совсем пропащий»
- «Последнее слово» Бинки Желязковой
- «Il était une fois dans l'est»
- «The Nickel Ride»
- «Abu el Banat»
- «La cage aux ours»
- «Saat el Fahrir Dakkat, Barra ya Isti Mar»
- «Tanata»

## Фильмы вне конкурсной программы
- 1789, режиссёр Ариана Мнушкина
- Амаркорд, режиссёр Федерико Феллини
- Birds Do It, Bees Do It, режиссёр Николас Ноксон, Ирвин Ростен
- Антракт, режиссёр Рене Клер
- Henry Miller, Poète Maudit, режиссёр Michèle Arnault
- Ланселот Озерный, режиссёр Робер Брессон
- Адское трио, режиссёр Франсис Жиро
- Большие маневры, режиссёр Рене Клер
- Once, режиссёр Морт Хейлиг
- Парад, режиссёр Жак Тати
- Picasso, L'Homme et Son Oeuvre, режиссёр Эдвард Куинн
- Ш.П.И.О.Н.Ы., режиссёр Ирвин Кершнер
- The Homecoming, режиссёр Питер Холл
- Вся жизнь, режиссёр Клод Лелуш

## Короткометражные фильмы
- Аквариум, режиссёр Зденка Дойчева
- Другой субботний вечер, режиссёр Стивен Б. Постер и Mik Derks
- Carnet trouvé chez les fourmis, режиссёр Жорж Сенешаль
- Голод, режиссёр Питер Фолдс
- I stala sie swiatlosc, режиссёр Ежи Калина
- Jocselekedetek, режиссёр Бела Вайда
- Дневник Леонардо, режиссёр Ян Шванкмайер
- O sidarta, режиссёр Michel Jakar
- Остров, режиссёр Федор Хитрук

## Награды
- Золотая пальмовая ветвь:
  - Разговор, режиссёр Френсис Форд Коппола
- Гран-при: Цветок тысяча одной ночи, режиссёр Пьер Паоло Пазолини
- Приз за лучшую мужскую роль:
  - Джек Николсон — Последний наряд
  - Шарль Буайе — Ставиский
- Приз за лучшую женскую роль: Мари-Жозеф Нат — Скрипки бала
- Приз за лучший сценарий: Шугарлендский экспресс
- Технический гран-при: Малер, режиссёр Кен Рассел
- Золотая пальмовая ветвь за короткометражный фильм: Остров, режиссёр Фёдор Хитрук
- Приз жюри за короткометражный фильм: Голод, режиссёр Питер Фолдс
- Приз международной ассоциации кинокритиков (ФИПРЕССИ):
  - Конкурс: Страх съедает душу, режиссёр Райнер Вернер Фассбиндер
  - Параллельная секция: Ланселот Озёрный, режиссёр Робер Брессон
- Премия экуменического жюри: Страх съедает душу, режиссёр Райнер Вернер Фассбиндер
- Премия экуменического жюри — особое упоминание: Разговор, режиссёр Френсис Форд Коппола